# Сроково
Сроково (пол. Srokowo, нім. Drengfurth) — село в Польщі, у гміні Сроково Кентшинського повіту Вармінсько-Мазурського воєводства.
Населення — 1385 осіб (2011).
У 1975-1998 роках село належало до Ольштинського воєводства.

## Демографія
Демографічна структура станом на 31 березня 2011 року:
|          | Загалом | Допрацездатний вік | Працездатний вік | Постпрацездатний вік |
| -------- | ------- | ------------------ | ---------------- | -------------------- |
| Чоловіки | 689     | 136                | 488              | 65                   |
| Жінки    | 696     | 102                | 442              | 152                  |
| Разом    | 1385    | 238                | 930              | 217                  |